# Melanie Palenik
Melanie Palenik es una deportista estadounidense que compitió en esquí acrobático. Ganó dos medallas en el Campeonato Mundial de Esquí Acrobático de 1989, oro en la prueba combinada y bronce en el salto aéreo.

## Medallero internacional
| Campeonato Mundial | Campeonato Mundial | Campeonato Mundial | Campeonato Mundial |
| Año                | Lugar              | Medalla            | Competición        |
| ------------------ | ------------------ | ------------------ | ------------------ |
| 1989               | Oberjoch (RFA)     | Medalla de oro     | Combinada          |
| 1989               | Oberjoch (RFA)     | Medalla de bronce  | Salto aéreo        |